# Andora na Letnich Igrzyskach Olimpijskich 2008
Andorę na Letnich Igrzyskach Olimpijskich 2008 reprezentowało pięciu sportowców: 3 mężczyzn i 2 kobiety.
Był to dziewiąty występ Andory na letnich igrzyskach olimpijskich.

## Reprezentanci

### lekkoatletyka
- maraton: Toni Bernadó – 58. miejsce
- 100 m: Montserrat Pujol – odpadł w kwalifikacjach

### judo
- do 66 kg Daniel García Gonzalez – 13. miejsce

### kajakarstwo klasyczne
- K-1 500 m Montserrat García Riberaygua – 20. miejsce

### pływanie
- 400 m stylem zmiennym Hocine Haciane – 29. miejsce